# Jean Dunn
Jean Dunn es una deportista británica que compitió en ciclismo en la modalidad de pista, especialista en la prueba de velocidad individual.
Ganó cinco medallas de bronce en el Campeonato Mundial de Ciclismo en Pista entre los años 1958 y 1962.

## Medallero internacional
| Campeonato Mundial | Campeonato Mundial        | Campeonato Mundial | Campeonato Mundial   |
| Año                | Lugar                     | Medalla            | Competición          |
| ------------------ | ------------------------- | ------------------ | -------------------- |
| 1958               | París ( Francia)          | Medalla de bronce  | Velocidad individual |
| 1959               | Ámsterdam ( Países Bajos) | Medalla de bronce  | Velocidad individual |
| 1960               | Leipzig ( RDA)            | Medalla de bronce  | Velocidad individual |
| 1961               | Zúrich ( Suiza)           | Medalla de bronce  | Velocidad individual |
| 1962               | Milán ( Italia)           | Medalla de bronce  | Velocidad individual |